# Feix d'ions

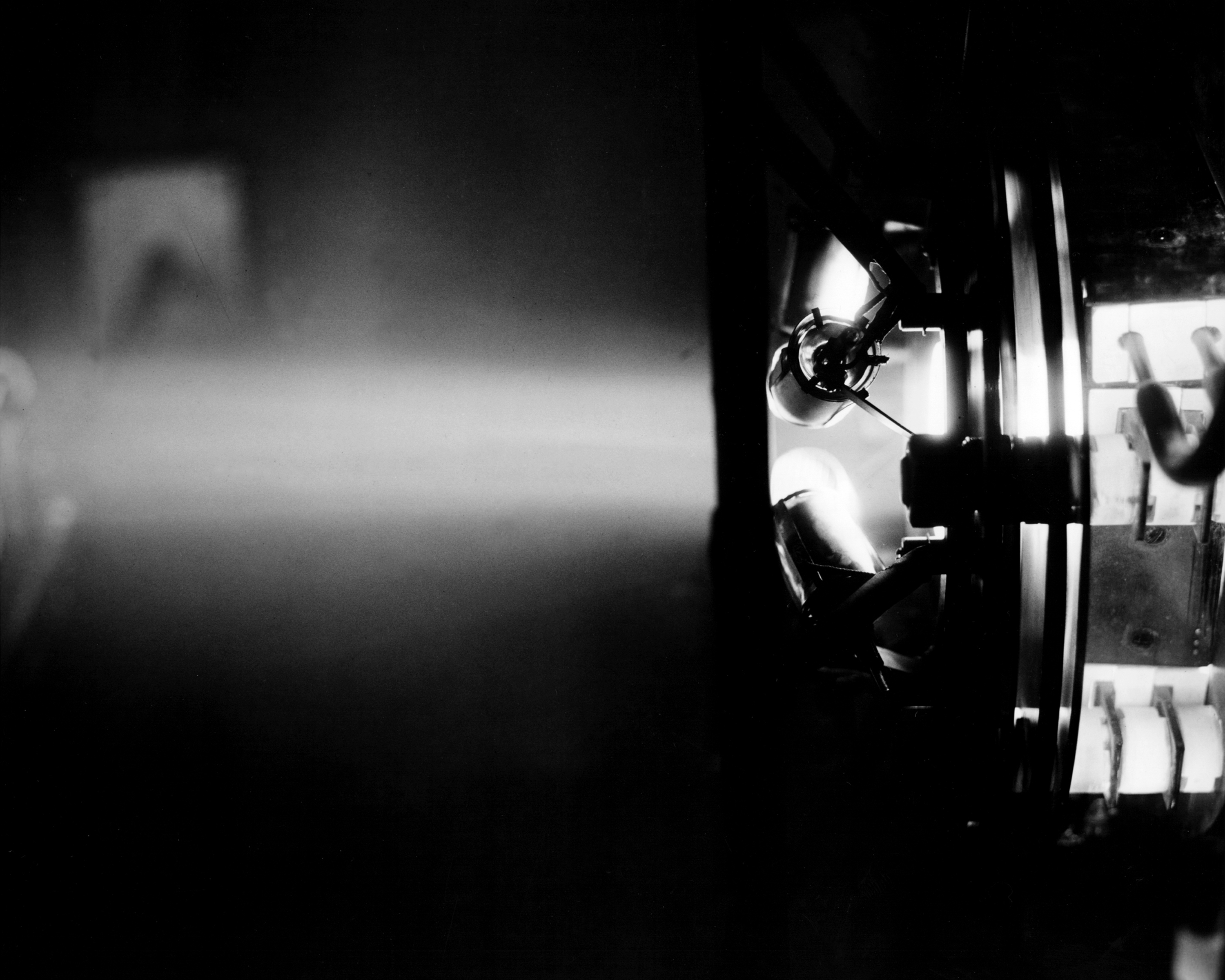
Un petit coet de feix d'ions que està provant la NASA.

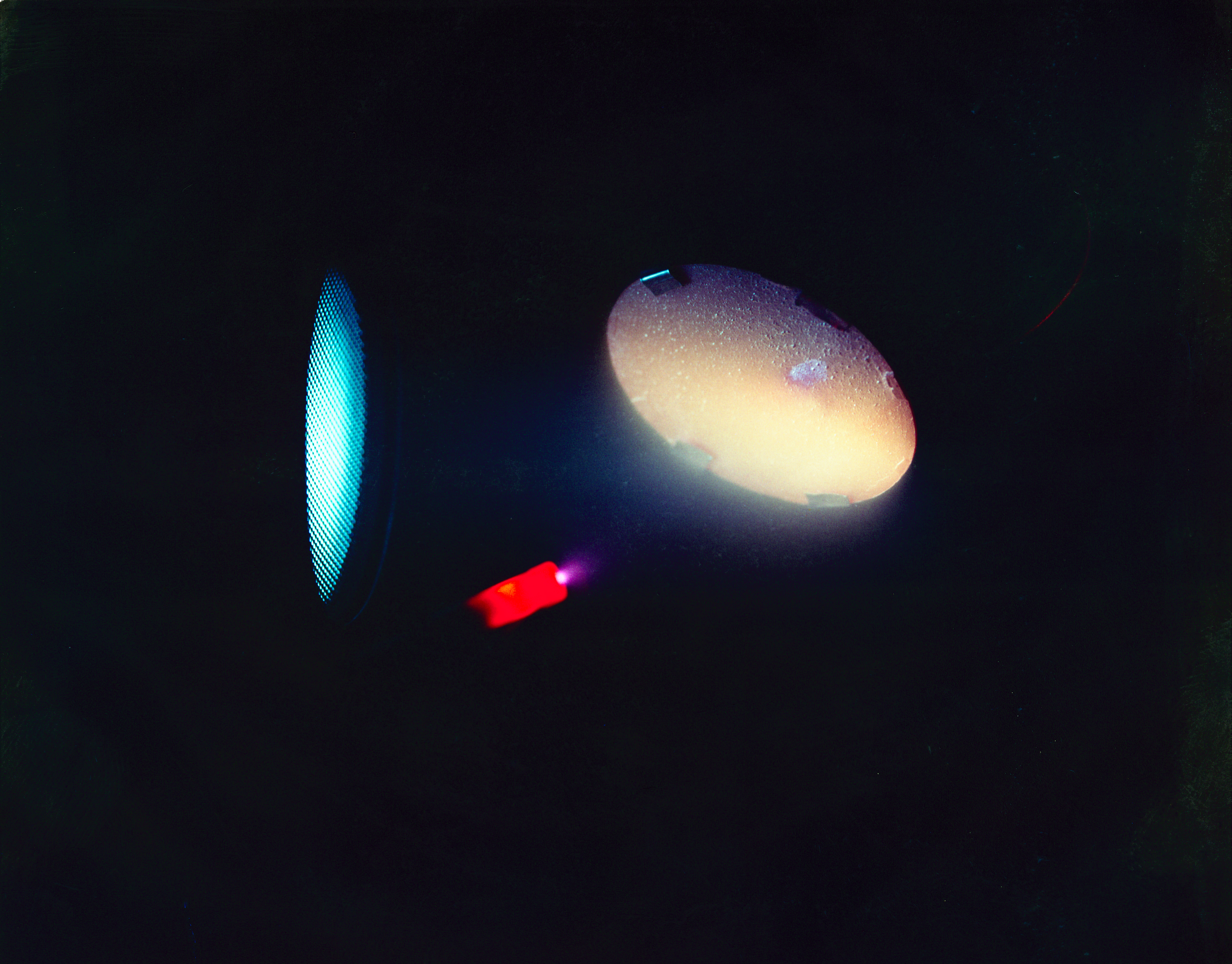
Font d'ions

Un feix d'ions és un tipus de feix de partícules carregades format per ions. Els feixos iònics tenen molts usos en la fabricació d'electrònica (principalment la implantació d'ions) i altres indústries. Existeixen diverses fonts de feix d'ions, algunes derivades dels propulsors de vapor de mercuri desenvolupats per la NASA als anys 60. Els feixos d'ions més comuns són els ions de càrrega única.

## Unitats
La densitat de corrent iònica es mesura normalment en mA/cm^2 i l'energia iònica en eV. L'ús d'eV és convenient per convertir entre voltatge i energia, especialment quan es tracta de feixos iònics de càrrega única, així com per convertir entre energia i temperatura (1 eV = 11600 K).

## Aplicacions

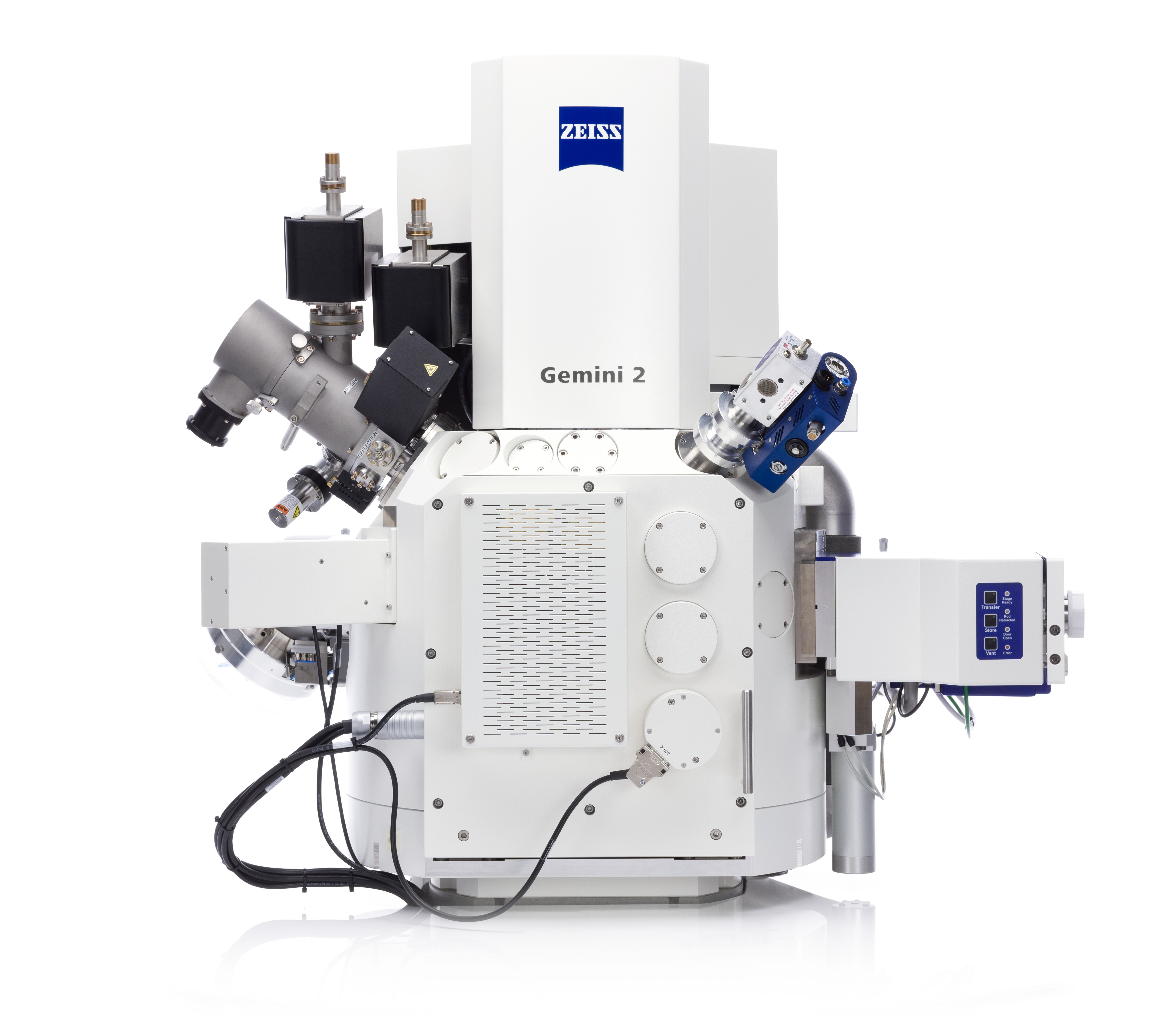
Carl Zeiss Crossbeam 550: combina un microscopi electrònic d'escaneig d'emissió de camp (FE-SEM) amb un feix d'ions enfocat (FIB).